# Bastard (Album)
Bastard ist das neunte Studioalbum der Gruppe Subway to Sally. Es erschien am 19. Oktober 2007 beim Label Nuclear Blast. Das Album erreichte in der ersten Verkaufswoche Platz 7 der Album-Charts.

## Allgemeines
Die Lieder Meine Seele brennt und Auf Kiel spielte die Band vor der Veröffentlichung auf verschiedenen Festivals. Das Video zu Auf Kiel wurde auf dem 2007er Wacken Open Air gedreht. Einige Tage vor dem Erscheinen des Albums wurden auf der offiziellen Homepage die Songtexte und kurze Musikausschnitte von allen Tracks der CD veröffentlicht.
Im November-Heft der Zeitschrift Metal Hammer war Bastard das Album des Monats.
Die Tour zum Album begann am 26. Oktober in Wien und endete am 11. November in Berlin. Es folgte eine Weihnachtstour, welche am 14. Dezember begann und am 30. Dezember endete. Während dieser Tour wurde auch eine weitere Live-DVD mit Namen Schlachthof aufgezeichnet, welche am 5. September 2008 erschien.

## Musik und Texte
Im Vergleich zu früheren Veröffentlichungen ist es der Versuch einer noch weitergehenden Vermengung verschiedener Stile. Das zeigt sich sowohl auf der Ebene der einzelnen Lieder als auch in der Großform. Es setzt die bereits bei Nord Nord Ost (2005) erkennbare Reduktion von Metalelementen fort. Lediglich Puppenspieler, Voodoo und Unentdecktes Land werden weiter als „hart“ empfunden. Tanz auf dem Vulkan verarbeitet Irish-Folk-Elemente. Balladen wie Wehe Stunde und In der Stille sowie der Chorgesang in Canticum Satanae verleihen dem Album insgesamt Vielfalt.
Meine Seele Brennt ist eine poetische Beschreibung einer tiefen Verzweiflung, endet aber mit der Gewissheit, wieder wie „Phoenix aus der Asche“ aufzuerstehen. Der Puppenspieler dient als Metapher für einen Menschen, der Menschen manipuliert („Du kannst mir nicht widersteh'n, an meinen Fäden sollst du gehn“). Auf Kiel ist primär auf den Rückzug vom anstrengenden Tourleben eines Musikers gemünzt, der Song lässt sich jedoch auf jede Situation des Zur-Ruhe-Setzens nach einem unsteten Leben beziehen, bei der sich aber doch gelegentlich die Sehnsucht einstellt, wieder loszuziehen. Umbra ist ein sehr vielschichtiges Spiel mit dem Thema „Schatten“ und beschreibt, wie andere Menschen verdrängt werden, wenn einer egoistisch lebt – in dem Schatten eines anderen stehen/leben. Voodoo ist wohl sowohl musikalisch als auch textlich der aggressivste Titel der CD, der einen Voodoo-Fluch beschreibt („ich bin dein schlimmster Traum“). Die Ballade Wehe Stunde beschreibt das Ende einer Beziehung, aus der es keinen anderen Ausweg gibt, als sich zu trennen – mit allen Schuldvorwürfen, aber auch dem Angebot der Vergebung. Die Trommel ist eine Anklage gegen den Krieg, in den ein junger Mann sich hineinziehen lässt. Fast ein Kind noch, folgt er dem Ruf der Trommel und erlebt auf dem Schlachtfeld dann das ganze Grauen, das Streben nach Ruhm und Ehre ist nackter Angst gewichen. Unentdecktes Land entstand unter dem Eindruck der Lektüre von „Die Vermessung der Welt“ von Daniel Kehlmann. Nachdem scheinbar alles entdeckt, entziffert und vermessen ist, zeigt es, dass es vor allem der Nächste ist, der unentdeckt bleibt. Hohelied ist – wie Das Rätsel II auf Nord Nord Ost – wieder ein Credo des eigenen Schaffens aus Wortspielen mit Zitaten älterer Titel gewebt. Canticum Satanae ist ein kurzer selbstironischer Chorgesang, Tanz auf dem Vulkan eine unverblümte Aufforderung zum Tanzen. Fatum beschreibt das Schicksal eines unehelichen Kindes („Bastard“), seine Befremdung angesichts der ständig wechselnden Männer seiner Mutter, die Leere, die zurückbleibt, wenn man um ein harmonisches Familienleben betrogen wird. Mit der wehmütigen Ballade In der Stille schließt das Album. Der Song beschreibt in poetischen Bildern die Ängste und Hoffnungen einer Beziehung.
Voodoo benutzt orientalische Samples einer bulgarischen Sängerin. Es sollte so eine exotische Atmosphäre aufgebaut werden, die oft als musikalischen Querverweis auf das Lied Die Schlacht (Herzblut, 2001) interpretiert wird, das ähnliche Samples verwendet: Behandelt Die Schlacht einen inneren Konflikt mit den eigenen Schwächen und Zweifeln, der (unter Anstrengung) gewonnen wird, findet sich im Voodo ein Protagonist wieder, der diese Schlacht offenbar verloren hat und „Aggression pur“ als Maxime unterstellt.
Erstmals in der Bandgeschichte setzte man beim Komponieren der Musik komplett auf Teamarbeit. Erstaunlich ist, dass Gitarrist Ingo Hampf – bis dato hauptverantwortlich für die Musik – nur an drei Liedern beteiligt war. Vielmehr wurde stattdessen ein Großteil der Arbeit von Bodenski und Eric Fish übernommen, aber in Zusammenarbeit mit den externen Songwritern Fabio Trentini und Milan Polak (die für das Album auch Gitarren und Bass einspielten). Auch Gerit Hecht von Eric Fishs Soloprojekt brachte sich beim Schreiben ein und zum ersten Mal überhaupt war Frau Schmitt als Komponistin vertreten (Puppenspieler, Umbra und In der Stille), so wie auch erstmals der seinerzeit neue Schlagzeuger Simon Michael in sieben von 13 Liedern involviert war. Ebenso konnte sich Cellist B. Deutung von den Inchtabokatables, die mit Subway to Sally eine langjährige Freundschaft verbindet, am Schreibprozess beteiligen. B. Deutung spielt bereits auf dem vorangegangenen Livealbum Nackt mit und war auch auf diesem Album wieder zu hören.

## Titelliste
1. Meine Seele brennt – 4:20
2. Puppenspieler – 3:53
3. Auf Kiel – 4:06
4. Umbra – 3:58
5. Voodoo – 3:58
6. Wehe Stunde – 3:52
7. Die Trommel – 3:53
8. Unentdecktes Land – 3:08
9. Hohelied – 3:20
10. Canticum Satanae – 0:46
11. Tanz auf dem Vulkan – 3:13
12. Fatum – 3:21
13. In der Stille – 4:39

## Singleauskopplungen
Am 28. September 2007 wurde die erste Singleauskopplung veröffentlicht. Eine Doppel-Single, die die beiden Lieder Umbra und Tanz auf dem Vulkan enthält, ist ausschließlich online zu erwerben. 
Die zweite Singleauskopplung erschien am 2. Februar 2008. Sie enthält das Lied Auf Kiel, mit welchem die Band am Bundesvision Song Contest teilgenommen und gewonnen hat, sowie ein bisher unveröffentlichtes Lied namens Stimmen.